# Сокол, Евдокия Романовна
Евдоки́я Рома́новна Со́кол (1912—1983) — бригадир плодовиноградной бригады совхоза № 2 (Краснодар); Герой Социалистического Труда (1957).

## Награды
- звание «Герой Социалистического Труда» с вручением медали «Серп и Молот» и ордена Ленина (31.10.1957) — за особые заслуги в развитии сельского хозяйства и достижение высоких показателей по производству продуктов сельского хозяйства[2]

## Память
Имя Евдокии Сокол носит улица в микрорайоне Калинино (Краснодар).